# Allas-Bocage
Allas-Bocage is een gemeente in het Franse departement Charente-Maritime (regio Nouvelle-Aquitaine) en telt 150 inwoners (1999). De plaats maakt deel uit van het arrondissement Jonzac.

## Geografie
De oppervlakte van Allas-Bocage bedraagt 10,9 km², de bevolkingsdichtheid is 13,8 inwoners per km².
De onderstaande kaart toont de ligging van Allas-Bocage met de belangrijkste infrastructuur en aangrenzende gemeenten.

## Demografie
Onderstaande figuur toont het verloop van het inwonertal (bron: INSEE-tellingen).